# Impressions simfòniques
Impressions Simfòniques és una obra per a orquestra de corda i es considera la primera obra orquestral de Juli Garreta, encara que tenim notícies que l'obra estava escrita força temps abans.

## Estrena
Va ser estrenada el 29 d'octubre de 1907 al Teatre Principal de Barcelona sota la batuta de José Lassalle (1876-1932) i l'Orquestra Filharmònica de Barcelona que va ser creada amb l'objectiu d'ampliar el repertori simfònic conegut a la ciutat de Barcelona. Es va estrenar al darrer concert dels quatre que es tenien previst durant l'octubre de 1907. Les crítiques que varen sortir a la premsa catalana sobre les Impressions Simfòniques de Juli Garreta, varen ser molt positives. Aquesta peça per a orquestra de corda va agradar tant, que Garreta va haver de sortir unes quantes vegades a recollir l'aplaudiment del públic.

## Estructura
El primer moviment de les Impressions Simfòniques de Juli Garreta el podríem dividir en quatre parts. L'última equivaldria a una petita CODA amb material temàtic de la segona part. Així recorda una mica a l'estructura de la forma sonata. Amb la seva exposició, el seu desenvolupament, la seva reexposició i la Coda final, però no amb les característiques que hauria de tenir la sonata. Quant a les seccions grans és fàcil trobar una estructura, ara quant a les seccions de les parts, és més complicat trobar una partició coherent.
En la primera part, podem trobar un tema principal marcat als violins que durà a un petit “pont” (c. 15) on hi ha certes modulacions per donar pas al que podria ser anomenat segon tema (c. 41). Al finalitzar aquest segon tema apareix una recapitulació del tema principal (c. 84). Acabada aquesta recapitulació es troba la segona part gran, dividida en 3 parts. La primera d'elles comença amb un tema fugat a tres veus (c. 108) que al finalitzar donarà pas al tercer tema (c. 145). Per acabar amb aquesta part, torna aparèixer el tema fugat en una altra tonalitat (c. 239) amb petites variacions del primer fugat. Per tant, aquesta segona part el podria ser resumit en un A-B-A’. La tercera part, és una recapitulació del tema principal (c. 290) a on torna a aparèixer un petit pont (c. 304) que conduirà a la tercera part d'aquesta secció a on apareixen materials temàtics de la primera part (c. 325). Per acabar, el primer moviment acaba amb una petita coda amb material temàtic de la segona part (c. 348).

## Crítiques de concert
El poble català (31 d'octubre de 1907) L'autor fa una crítica del concert i deixa Garreta pel final, per poder-s'hi allargar per parlar d'un compositor de la terra. Explica que Garreta s'ha mostrat com a simfonista, amb errors i inexperiències però amb el caràcter i l'empenta necessaris per fer-s'hi lloc. L'autor declara les Impressions com sanes, lluminoses, serenes, etc. Finalment, conclou que l'orquestra no va donar una correcta interpretació però que, això no obstant, la reacció del públic va ser molt favorable.
La veu de Catalunya (10 d'octubre de 1907) L'autor també engrandeix Garreta com a compositor català. Subtilment suggereix que és una obra que ha fet créixer Garreta com a simfonista. Explica que és la primera simfonia de Garreta i que s'ha basat en els músics «grans» d'Europa, i que d'això s'ha de fer mèrit. També remarca que la interpretació de l'orquestra no va ser l'adequada. Existeixen diversos enregistraments duts a terme per l'Orquestra de Cambra de Girona dirigida per Lluís Albert, tot i que només el quart moviment, o per a Orquestra Simfònica de Barcelona i Nacional de Catalunya dirigida per Miquel Ortega (Tritó 2011). Aquesta peça però, no és interpretada actualment.